# 沪杭铁路
沪昆线沪杭段，原为沪杭铁路，是中国一条从上海通往浙江杭州的铁路線，为沪昆线最东端的部分。全线地处长江三角洲杭嘉湖平原。铁路走向由东北到西南，所经地区地势平坦，起伏不大。从上海经浙江省嘉兴到杭州:2353。起点上海站和沪宁线衔接，终点杭州站和浙赣线、宣杭线相接:2353。建路时，全线长186.2公里。2006年12月31日18時起，沪杭线与浙贛线、湘黔线、贵昆线合併為沪昆线，共同构成了中国中南部地区的一条东西方向的铁路干线。是上海通往南方各省之交通幹線:2353。

## 历史

### 修建
沪杭铁路的建设计划始于十九世纪末，清光绪二十三年（公元1897年）英国向清政府提出修建滬寧鐵路（上海至南京）及苏杭甬铁路（苏州经杭州至宁波），1898年10月诱迫清政府草签了《苏杭甬铁路草约》。至1905年，当时江苏、浙江两省商绅对西方列强垄断铁路的情况十分不满，不但拒不承认草约，更分别集资成立铁路有限公司，以发行股票方式筹集资金，计划以枫泾为界，将杭州至上海的铁路分成两段建设。浙江省内起点站定为杭州闸口（今已被废弃），而江苏省内起点站原本打算设于苏州，后改为上海，起点站设在上海县城以南，定名上海南站。计划原本打算再将铁路延至宁波，称沪杭甬铁路，后因杭州到宁波间曹娥江桥未建成，便改称沪杭铁路（后来建成杭州至宁波段铁路，即今萧甬铁路）。
沪杭铁路在选择走线时也有一个插曲，最初铁路是计划一条距离最近的直线、经崇德县（后来合并入桐乡县）直达杭州，其走线与现在建设中的沪杭客运专线相似。但当时崇德县的乡绅担心铁路会破坏当地的风水所以反对铁路过境，反而海宁县各界和上层人士对铁路持一个开放的态度，容许铁路过境，刚好当时沪杭铁路总工程师徐骝良也是海宁硖石人，于是铁路走线便绕道海宁，在海宁境内设立了硖石、斜桥、周王庙、长安、许村五个车站。后来正是沪杭铁路的通车带动了硖石鎮经济的发展，抗日戰爭后海宁县縣治（县政府）便从盐官迁到了硖石。
由于当时缺乏资金和修建铁路的经验，沪杭铁路在正式动工前，先行在杭州试建了一小段由闸口起，经南星桥、清泰门、艮山门的城墙外地段到拱宸桥的“江墅铁路支线”，全长16.135公里。及后沪杭铁路在1906年起正式分段动工。同年6月两段线路在枫泾接轨，沪杭铁路宣告全线建成通车。全线长186.2公里，其中苏路上海南站至枫泾段长61.2公里，浙路闸口至枫泾段长125.0公里。全线设上海南站、高昌庙、龙华、梅家弄、莘庄、新桥、明星漕、松江、石湖荡、枫泾、嘉善、嘉兴、王店、硖石、斜桥、周王庙、长安、许村、临平、笕桥、艮山门、清泰、南星桥、闸口等24个车站。

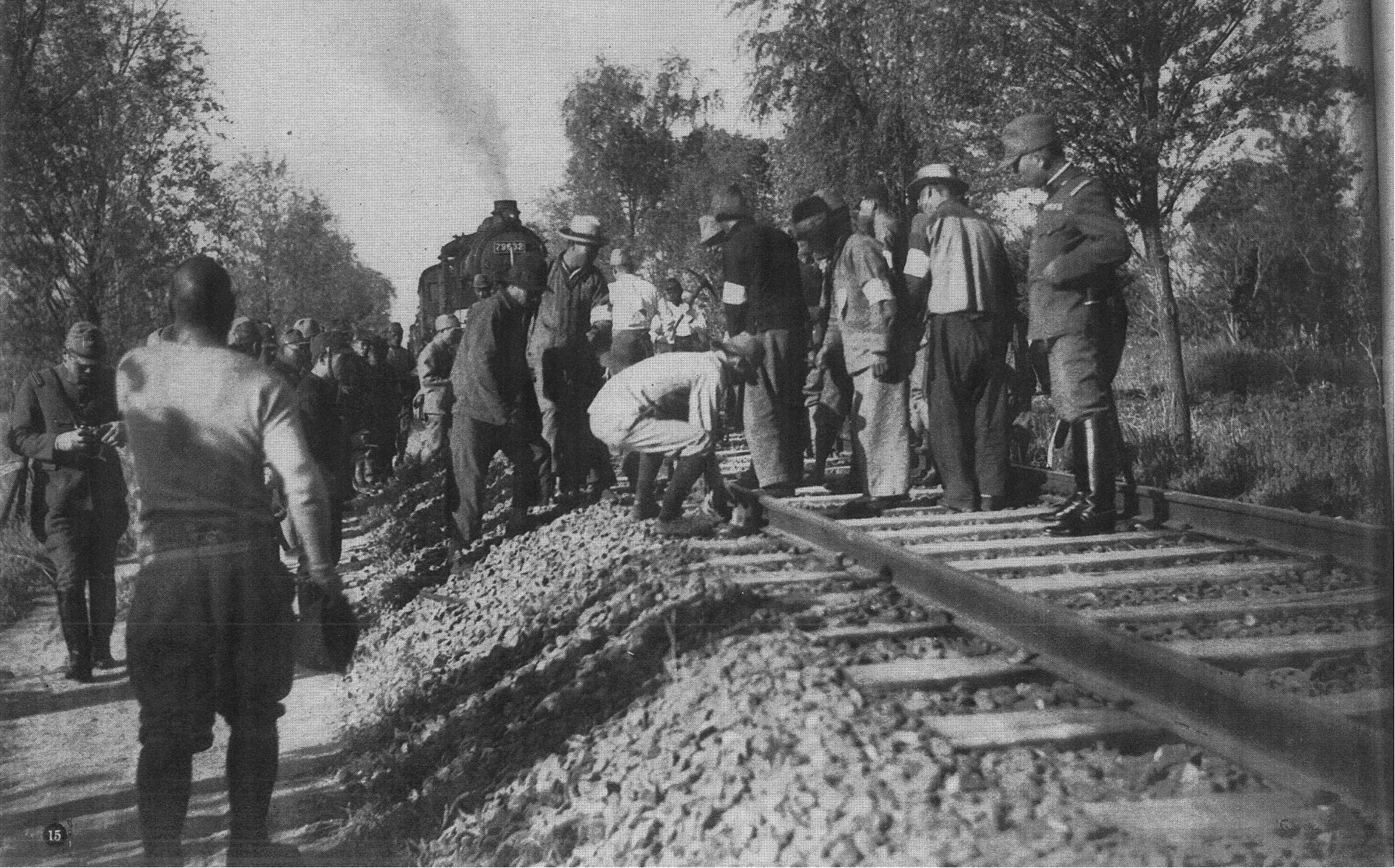
1938年4月17日，中国工人正抢修沪杭铁路受损的路段

沪杭线在1915年3月开始兴建连接沪宁线的接轨线。1916年12月建成通车，同时沪杭线起点由上海南站改到上海北站（今上海铁路局客技站），并增设梵皇渡、徐家汇、新龙华等站，其中新龙华站到上海北站的接轨线称沪杭铁路内环线，上海南站至新龙华站的原有线路改称上南支线。
抗日战争期间，沪杭线受到严重破坏。日军侵占后，开始修复铁路，并在铁路沿线建造炮楼碉堡，作为重要战时基地。一些碉堡至今仍然保留在铁路线附近，成为历史见证。

### 复线化
1949年中华人民共和国成立以后，对沪杭铁路进行了多次整修和改造，包括更换钢轨和将木枕更换为钢筋混凝土枕。并在1950至1980年代先后新设马王塘、嘉兴东、南湖、庆云、乔司、七宝、李家塘、封浜、匡巷等站。1974年，开始进行沪杭铁路双线工程，按Ⅰ级干线标准设计，至1993年沪杭複線全线建成。共设有车站36个，是沪杭线上车站数量最多的时期，并实现全线牵引动力内燃化。

### 沪杭铁路外环线
在当时修建沪杭铁路内环线时，上海徐家汇、长宁等地仍属于郊区，但随着城市不断向外扩张发展，市中心内的平交道口严重影响交通，因此在1965年又在南翔附近修建了至新桥的南北向的南新环线，全线25.16公里，联结沪杭、沪宁铁路，使往来沪宁、沪杭线的货物列车直接到达南翔站，利用南翔站的驼峰设施重新编组，不必再绕经上海市区。同时原沪杭铁路内环线更名为沪新线。1986年，为进一步减少沪杭线客车经上海市区平交道口的干扰，开始修建沪杭铁路外环线，1986年12月29日通车，1987年1月14日正式启用。外环线经真如、匡巷至封浜站，再沿南新环线南下，与沪杭干线连接。
而全长15公里的内环线也在1997年8月被拆除，原址为目前的上海轨道交通3号线上海火車站站—上海南站站区域，内环线上的长宁站和徐家汇站同被拆除。

### 电气化
为满足长三角地区客货运输的增长需求，铁道部從2004年12月开始对沪杭线进行电气化改造，总投资11.8亿元人民币，至2006年9月完成。经过电气化改造后，货物列车牵引定数由3500吨提高到4000吨，运输能力由每天180对列车提高到240对列车。同时原有的不少小站被撤销关闭。
2006年7月上海南站启用后，沪杭线的起点由上海火車站移至上海南站。另外为配合浙贛鐵路電氣化提速改造工程完成和实施新里程计算，由2006年7月5日至2006年12月31日間，滬杭線杭州方向起點由杭州站移至筧橋站，而原沪杭铁路筧橋站以南經南星橋站、杭州站、長河站、蕭山西站的一段线路改称浙赣绕行线。
從2006年12月31日18時起，沪杭线与浙贛线、湘黔线、贵昆线合併為沪昆线，取消了沪杭线这个名称，改称沪昆线沪杭段，而浙赣绕行线亦改称沪昆绕行线。但許多百姓和傳媒至今仍有說“滬杭線”、“滬杭鐵路”的習慣。
随着2007年4月18日铁道部实施第六次大面积提速，沪杭段上来往上海与杭州之间的城际列车开始使用CRH和谐号动车组，其在浙江段的最高时速提速至180km/h，上海段提速至170km/h。2010年10月26日起，沪杭客运专线开通，沪杭段（李家塘站以南）上动车组列车全部移至高速线运行。2019年3月29日，沪杭线首次开行动力集中式动车组列车，最高时速160km/h。

## 车站列表
- ●：停靠、▲：部分列车停靠、｜：通过、↓：单方向通过，反方向不经过
- 普速列车：含普快、快速、特快、直达特快及旅游列车

| 站名       | 运价里程 （公里） | 普速列车                      | 动车组                        | 换乘路线                                                                       | 备注                          | 所在地                        | 所在地                        | 所在地                        |                               |
| ---------- | ----------------- | ----------------------------- | ----------------------------- | ------------------------------------------------------------------------------ | ----------------------------- | ----------------------------- | ----------------------------- | ----------------------------- | ----------------------------- |
| 上海站     | 0                 |                               | ●                             | 京沪线、沪宁高速线 上海地铁： █ 1号线 █ 3号线 █ 4号线                          |                               | 上海市                        | 上海市                        | 静安区                        |                               |
| 光新路站   |                   | ↓                             | 京沪线                        | 下行单向                                                                       | 普陀区                        | 上海市                        | 上海市                        |                               |                               |
| 上海西站   | 5                 | ●                             | ▲                             | 京沪线、沪宁高速线 上海地铁： █ 11号线 █ 15号线 █ 20号线（在建）               | 普陀区                        | 上海市                        | 上海市                        |                               |                               |
| 翔南站     |                   | ｜                            | ｜                            | 翔南环到线                                                                     | 普陀区                        | 上海市                        | 上海市                        | 原为线路所                    |                               |
| 翔西线路所 |                   | ｜                            | ｜                            | 翔西联络线                                                                     |                               | 上海市                        | 上海市                        | 嘉定区                        |                               |
| 封浜站     | 19                | ｜                            | ｜                            | 黄封联络线、虹封线                                                             |                               | 上海市                        | 上海市                        | 闵行区                        |                               |
| 七宝站     | 31                | ｜                            | ｜                            | 虹七线、七宝联络线                                                             |                               | 上海市                        | 上海市                        | 闵行区                        |                               |
| 李家塘站   |                   | ｜                            | ｜                            | 莘李联络线                                                                     |                               | 上海市                        | 上海市                        | 闵行区                        |                               |
| 春申站     | 40                | ｜                            | 莘李联络线直通↓               | 金山线                                                                         |                               | 上海市                        | 上海市                        | 松江区                        |                               |
| 新桥站     | 45                | ｜                            | 莘李联络线直通↓               | 金山线                                                                         |                               | 上海市                        | 上海市                        | 松江区                        |                               |
| 上海松江站 | 56                | ▲                             | 莘李联络线直通↓               | 沪昆高速线、沪苏湖高速线 上海地铁： █ 9号线                                    |                               | 上海市                        | 上海市                        | 松江区                        |                               |
| 石湖荡站   |                   | ｜                            | 莘李联络线直通↓               |                                                                                |                               | 上海市                        | 上海市                        | 松江区                        |                               |
| 枫泾站     | 82                | ｜                            | 莘李联络线直通↓               |                                                                                |                               | 上海市                        | 上海市                        | 金山区                        |                               |
| 嘉善站     | 92                | ｜                            | 莘李联络线直通↓               |                                                                                |                               | 浙江省                        | 嘉兴市                        | 嘉善县                        |                               |
| 嘉兴东站   |                   | ｜                            | 莘李联络线直通↓               |                                                                                |                               | 浙江省                        | 嘉兴市                        | 南湖区                        |                               |
| 嘉兴站     | 110               | ▲                             | 莘李联络线直通↓               |                                                                                |                               | 浙江省                        | 嘉兴市                        | 南湖区                        |                               |
| 马王塘站   |                   | ｜                            | 莘李联络线直通↓               |                                                                                |                               | 浙江省                        | 嘉兴市                        | 秀洲区                        |                               |
| 海宁站     | 137               | ▲                             | 莘李联络线直通↓               |                                                                                |                               | 浙江省                        | 嘉兴市                        | 海宁市                        |                               |
| 斜桥站     |                   | ｜                            | 莘李联络线直通↓               |                                                                                |                               | 浙江省                        | 嘉兴市                        | 海宁市                        |                               |
| 长安镇站   | 162               | ｜                            | 莘李联络线直通↓               |                                                                                |                               | 浙江省                        | 嘉兴市                        | 海宁市                        |                               |
| 临平站     |                   | ｜                            | 莘李联络线直通↓               |                                                                                |                               | 浙江省                        | 杭州市                        | 临平区                        |                               |
| 乔司站     |                   | ｜                            | 莘李联络线直通↓               | 宣杭北环线                                                                     |                               | 浙江省                        | 杭州市                        | 临平区                        |                               |
| 笕桥站     | 191               | ｜                            | 莘李联络线直通↓               | 沪昆绕行线、笕桥联络线                                                         |                               | 浙江省                        | 杭州市                        | 上城区                        |                               |
| 杭州东站   | 197               | ▲                             | 莘李联络线直通↓               | 杭甬高速线、宁杭高速线、沪昆高速线 杭州地铁： █ 1号线 █ 4号线 █ 6号线 █ 19号线 |                               | 浙江省                        | 杭州市                        | 上城区                        |                               |
| 直通运行   | 直通运行          | ○普速列车：沪昆线往昆明站方向 | ○普速列车：沪昆线往昆明站方向 | ○普速列车：沪昆线往昆明站方向                                                  | ○普速列车：沪昆线往昆明站方向 | ○普速列车：沪昆线往昆明站方向 | ○普速列车：沪昆线往昆明站方向 | ○普速列车：沪昆线往昆明站方向 | ○普速列车：沪昆线往昆明站方向 |

### 沪春线
| 站名         | 运价里程 （公里） | 普速列车                            | 市郊列车                            | 动车组                              | 换乘路线                                              | 备注                                | 所在地                              | 所在地                              |                                     |
| ------------ | ----------------- | ----------------------------------- | ----------------------------------- | ----------------------------------- | ----------------------------------------------------- | ----------------------------------- | ----------------------------------- | ----------------------------------- | ----------------------------------- |
| 上海南站     | 0                 | ●                                   | ●                                   | ●                                   | 上海南联络线 上海地铁： █ 1号线 █ 3号线 █ 15号线      |                                     | 上海市                              | 徐汇区                              |                                     |
| 莘庄站       | 6                 | ｜                                  | ▲                                   | ｜                                  | 莘李联络线、金山线（上行） 上海地铁： █ 1号线 █ 5号线 |                                     | 上海市                              | 闵行区                              |                                     |
| 春申南线路所 | 11                | ↓                                   | ↓                                   | ｜                                  | 金山线（下行）                                        |                                     | 上海市                              | 闵行区                              |                                     |
| 直通运行     | 直通运行          | ●动车组：沪苏湖高速铁路往湖州站方向 | ●动车组：沪苏湖高速铁路往湖州站方向 | ●动车组：沪苏湖高速铁路往湖州站方向 | ●动车组：沪苏湖高速铁路往湖州站方向                   | ●动车组：沪苏湖高速铁路往湖州站方向 | ●动车组：沪苏湖高速铁路往湖州站方向 | ●动车组：沪苏湖高速铁路往湖州站方向 | ●动车组：沪苏湖高速铁路往湖州站方向 |

### 已拆除的车站
- 匡巷站：翔南站—翔西线路所间
- 协兴站：新桥站—松江站间
- 星华站：松江站—石湖荡站间
- 久星站、新浜站、大方站：石湖荡站—枫泾站间
- 里泽站：枫泾站—嘉善站间
- 丁冬站：嘉善站—七星桥站间
- 南湖站：嘉兴站—马王塘站间
- 王店站：马王塘站—海宁站间
- 庆云站：海宁站—斜桥站间
- 周王庙站：斜桥站—长安镇站间
- 许村站：长安镇站—临平站间

### 过去的接续路线
- 嘉兴站：苏嘉铁路——1944年3月拆除

## 历史
- 1906年11月，浙路杭枫段开工
- 1907年农历2月，苏路沪枫段开工
- 1908年4月20日，上海至松江段售票开行客车[6]
- 1909年5月30日，上海至枫泾段通车
- 1909年7月28日，枫泾至杭州段通车
- 1909年8月13日，上海南站至杭州闸口全线通车
- 1913年7月，江苏铁路公司上海至枫泾段由商办收为国有
- 1914年4月，浙江铁路公司杭州至枫泾段由商办收为国有
- 1916年12月12日，沪宁沪杭线接轨营业，列车在新龙华站拆分或合并[6]
- 1920年9月28日，开行海宁观潮列车[7]
- 1937年4月4日，上海至杭州开行特快旅客列车，全程3小时30分
- 1946年3月17日，“西湖号”列车运行，时速100公里，全程4小时05分
- 1960年2月，南新环线第一次开工
- 1970年10月，南新环线正式投入运营
- 1979年，协兴、星华、丁冬三个会让站投入使用[4]
- 1980年，里泽会让站投入使用
- 1982年，七星桥至嘉兴间铺设4.815公里双线及嘉北线路所投入使用
- 1984年，久星、大方两个会让站竣工投产
- 1986年5月2日，沪杭外环线开工
- 1986年12月29日，江泽民市长剪彩沪杭外环线通车
- 1991年12月25日，沪杭双线贯通
- 2001年1月8日，上海南站至莘庄复线工程开通
- 2003年2月21日，庞巴迪全软座列车开始在上海梅陇—杭州间运营
- 2003年6月21日，庞巴迪全软座列车不再运营于沪杭线
- 2006年6月25日，上海南站建成，上海南至杭州最快1小时30分
- 2006年12月31日，合併至沪昆线，取消了沪杭线名称
- 2007年1月28日，和谐号动车组列车首次上线，为杭州往上海南的N522次[8]
- 2007年4月18日，执行铁路第六次大提速，上海南至杭州东最快1小时20分，至杭州最快1小时24分
- 2007年8月1日，动车组列车进一步提速，上海南至杭州东最快1小时16分，至杭州最快1小时18分
- 2010年10月26日，沪杭客运专线开通，沪杭线上动车组列车全部移至高速线运行
- 2019年3月29日，沪杭线首次开行动力集中式动车组临时列车
- 2020年10月11日，动力集中式动车组列车正式图定开行
- 2022年8月18日，京杭运河整治配套沪昆铁路改建工程顺利完成改线拨接，往来列车将从京杭运河二通道上方桥梁通过[9]
- 2024年12月13日，松江段线路拨接至上海松江站

## 重大事件与事故

### 曹杨路道口事故
1987年4月18日清晨4时16分，上海铁路局上海机务段的一台ND2型机车，开4952次单机由新龙华站（今上海南站原址）开往上海东站（今上海站原址），途经沪杭铁路内环线曹杨路道口（今上海轨道交通3号线曹杨路站附近）时，因道口值班员打瞌睡而未将栏杆放下，造成机车与一辆上海市公交公司63路公共汽车相撞，公交车上3人死亡、9人重伤、32人轻伤，当日时任上海市委书记芮杏文、市长江泽民并到医院看望伤者。这次事故发生之后上海铁路局加速了道口防护设备的建设，至1990年底，上海市境内有人看守的道口基本上均安装了DX—Ⅱ型道口自动信号。

### 匡巷站列车相撞事故
1988年3月24日，一列由ND2型内燃机车牵引、南京开往杭州的311次旅客列车，运行到沪杭铁路外环线（下行线）匡巷站时并没有停车。按行车计划，该列车本应在匡巷站停车，会让从长沙开往上海的208次旅客列车。但是由于311次列车的两名司机严重违章失职，将接听车站紧急呼叫的无线列调电话关闭，又没有认真瞭望，导致列车冒进信号，挤坏道岔并衝入上行线，在下午2时19分与正要进站的208次旅客列车发生正面相撞，事故发生位置位于今天的沪昆铁路12K+700M处。事故发生后208次机车后方的行李车竟压在机车上方，而311次列车机车后的第一辆软座车更插入第二辆软座车中，陷入的深度达车长的一半以上。在事故中共造成旅客及乘务员死亡28人，重伤20人，轻伤79人，其中坐在第二辆软座车的日本旅客死亡27人，重伤9人，轻伤28人，这些日本旅客都是到中国访问和旅游的日本高知市青少年修学旅行团，当中死伤者包括教师1人外，其余都是16岁以下的中学生。机车大破报废2辆，中破1辆，沪杭铁路中断正线行车23小时07分。该事故至今仍然是中国铁路事故中外籍旅客伤亡最多的一次。国务院代总理李鹏事后致电日本内阁总理大臣竹下登，向此次遇难的日本学生和家属表示深切慰问，并指示有关方面全力抢救人员，做好善后工作。事后为方便于日本死者亲友祭扫死者，在当时事故发生位置设立了一个祭台，并种了两棵松柏树。

### 列车爆炸事件
1989年6月26日23时12分，杭州开往上海的364次旅客列车运行至松江—协兴区间，第7节车厢厕所发生爆炸，造成旅客死亡44人、重伤11人、轻伤28人，1辆客车报废，中断行车4小时29分。经查明，制造爆炸的罪犯周文志因承包建筑工程拖款近万元债款无法偿还，遂携带含有TNT成分的硝铵炸药上车以报复社会。周在爆炸时当场毙命。